# Coronavirus murciélago Tylonycteris HKU4
El coronavirus murciélago Tylonycteris HKU4 ( Bat-CoV HKU4 ) es un betacoronavirus del grupo 2 de ARN de mamífero monocatenario envuelto de sentido positivo que se ha encontrado que está genéticamente relacionado con el coronavirus del síndrome respiratorio de Oriente Medio (MERS-CoV) que es responsable de los brotes de síndrome respiratorio de Oriente Medio de 2012 en Arabia Saudita, Jordania, Emiratos Árabes Unidos, Reino Unido, Francia e Italia .

## Transmisión
El medio exacto de transmisión a los humanos aún no se conoce bien. Sin embargo, se ha demostrado que los betaCoV, incluido HKU4, tienen la propensión a recombinarse y causar la transmisión entre especies. Sin embargo, esto no se ve en el grupo C betaCov con el que MERS-CoV está más estrechamente relacionado.